# Natuba (kommun)
Natuba är en kommun i Brasilien.   Den ligger i delstaten Paraíba, i den östra delen av landet, 1 600 km nordost om huvudstaden Brasília. Antalet invånare är 10 566.
Följande samhällen finns i Natuba:
- Natuba

Omgivningarna runt Natuba är en mosaik av jordbruksmark och naturlig växtlighet. Runt Natuba är det ganska tätbefolkat, med 100 invånare per kvadratkilometer.